# Mimeusemia vilemani
Mimeusemia vilemani är en fjärilsart som beskrevs av George Francis Hampson 1911. Mimeusemia vilemani ingår i släktet Mimeusemia och familjen nattflyn. Inga underarter finns listade i Catalogue of Life.